# Aeroporto di Siviglia
L'Aeroporto di Siviglia (IATA: SVQ, ICAO: LEZL) o Aeroporto di San Pablo è un aeroporto situato a 10 km da Siviglia, nella regione dell'Andalusia, in Spagna. Dispone di un solo terminal e di una pista.
Il traffico passeggeri ha superato, nel 2009, i 4 milioni e le merci trasportate dagli aerei cargo hanno raggiunto un totale di 6.500 tonnellate.

## Storia
La costruzione dello scalo è avvenuta nel 1915 e il primo volo commerciale si è avuto nel 1919.

## Trasporti
L'aeroporto di Siviglia è posizionato adiacente all'autostrada A4 che collega Siviglia a Madrid e all'autostrada A49, da cui si può raggiungere l'Algarve in 150 km.

## Attualità
Siviglia è base della più grande low cost spagnola, Vueling e della low cost irlandese Ryanair.

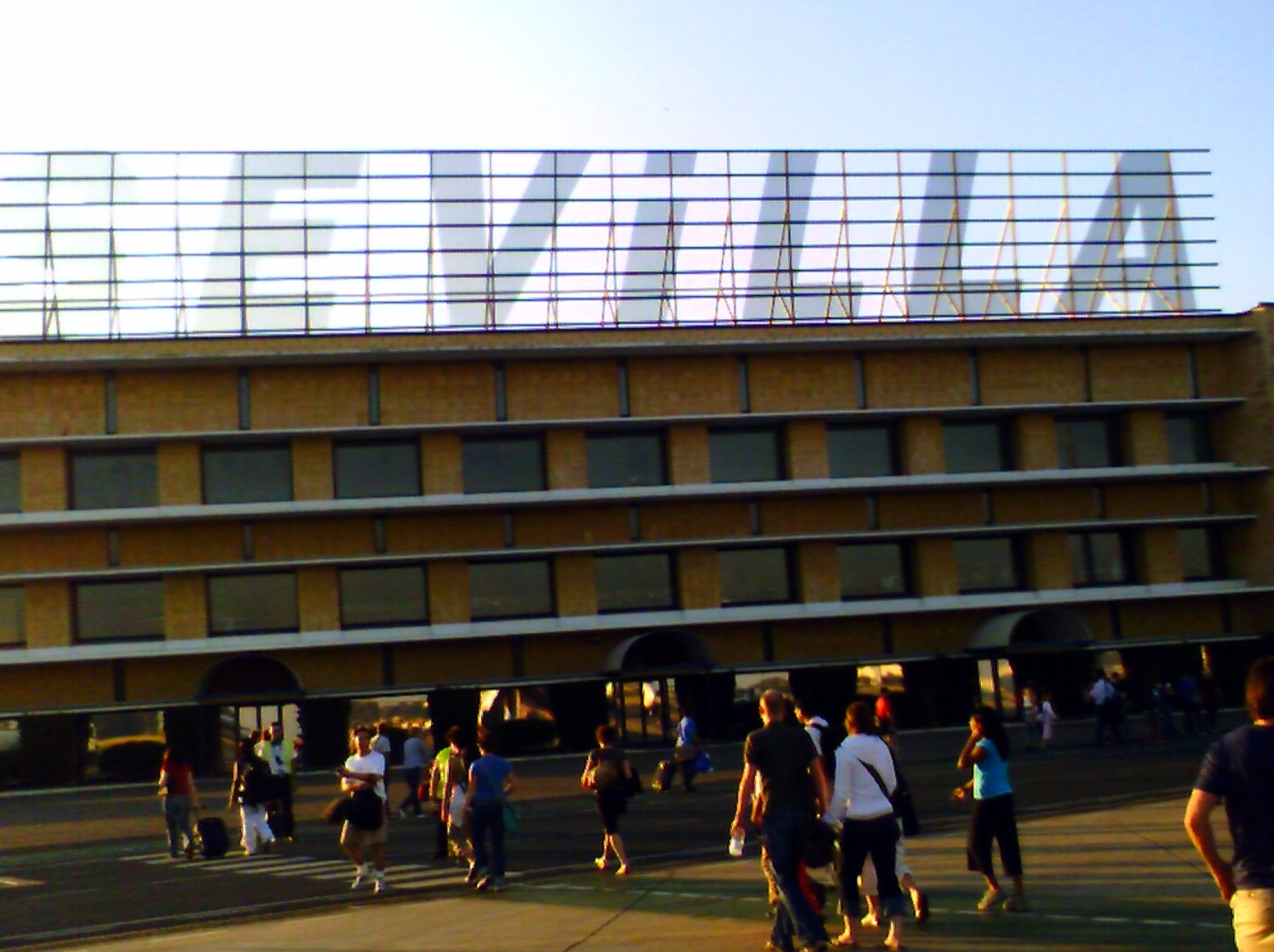
Il terminal dell'aeroporto di Siviglia visto dalla pista